# Cantone di Milagro
Il Cantone di Milagro è un cantone dell'Ecuador che si trova nella Provincia del Guayas.
Il capoluogo del cantone è Milagro.